# 基安蒂酒

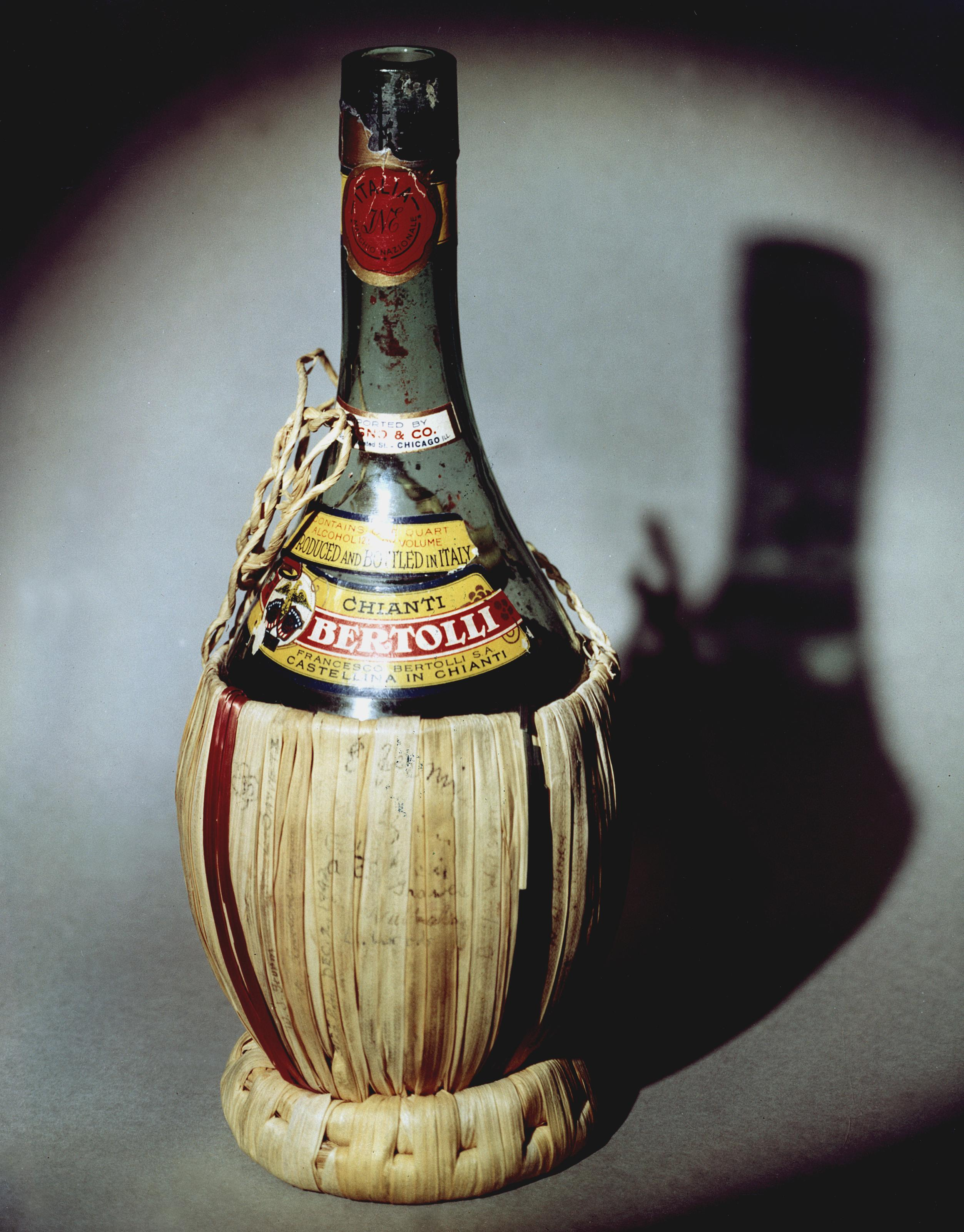
傳統基安蒂酒都是以乾草包裹酒瓶

基安蒂酒（義大利語發音：[ˈkjanti]）是意大利的一種紅葡萄酒，出產自托斯卡納大區的基安蒂地区。

## 歷史
基安蒂是一片具有古老釀酒傳統的土地，林區和牧區相當廣泛，從伊特魯里亞和羅馬時代就有這方面的證據。基安蒂這個名字來源於托斯卡納的同名地理區域，沒有明確的詞源，但許多學者認為它源於伊特魯里亞人。它被認為是源於伊特魯里亞人的個人名字clante或clanti。其他學者認為是伊特魯里亞語的hydronym。
早於十三世紀已有人在基安蒂產區一帶釀造紅葡萄酒。至1716年，才正式以「Chianti」作名稱。釀製此酒的產區範圍，由佛羅倫斯省、比薩省、錫耶納省以至皮斯托亞省也有。
至1967年，意大利政府確立紅酒標準DOC，基安蒂酒為其中之一。
傳統上是會以乾草包裹酒瓶，但近年已棄用，單純以通用的酒瓶裝載。

## 成份
按意大利官方紅酒規定，基安蒂酒70%-100%必需是從桑嬌維塞葡萄釀造，而酒精含量則最低12%。
经典基安蒂则要求桑娇维塞的含量必须高于80%，最低酒精度为12%vol（珍藏级12.5%vol）

## 分级制度
經典基安蒂產區(Chianti Classico，又譯為古典基安蒂產區)是意大利托斯卡納的一個法定產區，有自己的分级制度。
珍藏級（Riserva）：它是普通經典基安蒂產區的更进一步。通常比非珍藏級酒品陳年較久後才上市，珍藏級的酒款在酒體及風味上較為濃郁，具有深红宝石红色，需要24个月的橡木桶陈酿，以及三个月的瓶陈，最低酒精度需达到12.5度，此外，澀度單寧也比較高，需要較長的時間柔化，只在氣候極佳的年份釀造。所以通常最好的桑娇维塞葡萄才会被用来酿造珍藏級經典基安蒂產區的酒，是非常受尊敬的葡萄酒。 
特選級（Gran Selezione）：在分級制度上，基本的經典基安蒂產區需經一年窖藏；珍藏級則和一般基安蒂酒需在採收隔年1月起經24個月窖陳（但包含3個月瓶中陳釀）。特選級是2013年才由經典基安蒂葡萄酒公會推出的新分級，陳釀時間從珍藏級的24個月增加到30個月（同樣也包含3個月的瓶中陳釀）；最重要的是，特選級酒款所使用的葡萄，必須完全出自酒莊本身的葡萄園（但不規定為單一園），同時也必須通過品評小組嚴格的審核。不過，照理推算，第一個會在酒標上看到特選級字眼的年份應是2010年。但後來發現有幾個酒莊不但有2009年份的特選級、更出現有2006年份的特選級酒款。公會則解釋酒莊若擁有2010年之前仍未分級上市的酒款，且品質優異符合Gran Selezione的條件，依舊可以提出申請。

## 產區
產區分佈一般如下：
- 佛羅倫斯省丘陵
- 比薩省丘陵
- 錫耶納省丘陵
- 皮斯托亞省南端
- 阿雷佐省西部